# Nicaraguasee
Der Nicaraguasee (spanisch Lago de Nicaragua), auch Cocibolca, ist der größte Binnensee in Mittelamerika und liegt im Südwesten von Nicaragua nahe der Staatsgrenze zu Costa Rica.

## Geographie
Mit einer Fläche von 8.157 Quadratkilometern ist der Nicaraguasee nach dem Maracaibo-See und dem Titicacasee der drittgrößte See Lateinamerikas. Berücksichtigt man, dass es sich beim Maracaibo-See um ein Binnenmeer handelt, ist der Nicaraguasee der zweitgrößte See Lateinamerikas.
Im Norden ist er über den Río Tipitapa mit dem Managuasee verbunden. Der See entwässert über den Río San Juan in die Karibische See.
Im See gibt es mehr als 400 Inseln, die größten sind Zapatera im Norden und Ometepe in der Mitte des Sees. Ometepe besteht aus zwei Vulkanen, dem Vulkan Concepción mit 1.610 m und dem Vulkan Maderas mit 1.340 m Höhe. Ausbrüche beider Vulkane haben dazu geführt, dass die ursprünglich zwei Inseln durch die Lavaströme zu einer einzigen Insel zusammengewachsen sind. Hier finden sich auch prähistorische Steinstatuen und Petroglyphen. Die vielleicht bekannteste Inselgruppe sind die Solentiname-Inseln im Süden des Sees, wo Ernesto Cardenal lange Zeit lebte. 
Der Nicaraguasee ist eine wichtige Verkehrsader: Zahlreiche Fähren verbinden eine Reihe von Uferstädten und die bewohnten Inseln miteinander. Immer wieder gab und gibt es Überlegungen, über den Nicaraguasee eine Verbindung von Pazifik und Atlantik herzustellen – den Nicaragua-Kanal. Dies würde aber bedeuten, dass sich der See durch die Anbindung an die beiden Ozeane nach und nach von einem Süßwasser- in einen Salzwassersee verwandeln würde. Kritiker des Kanal-Projektes befürchten deswegen eine ökologische Katastrophe.

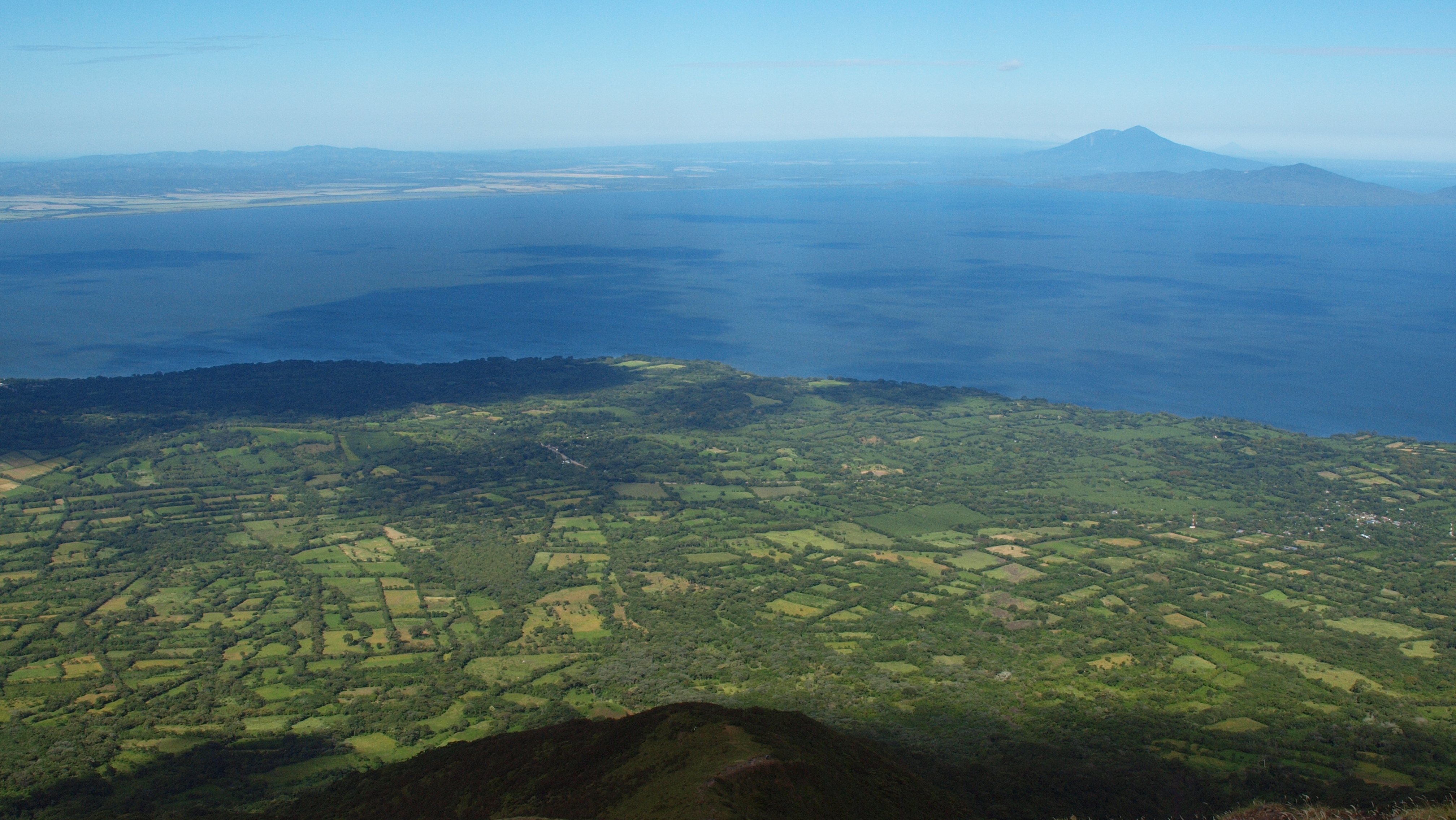
Nicaragua, Ometepe, Blick vom Vulkan Concepción auf den Nicaraguasee Richtung Nordwesten

## Fauna
Im Nicaraguasee leben unter anderem mehrere Buntbarscharten, nämlich Zitronenbuntbarsch (Amphilophus citrinellus) und A. labiatus, der Zebrabuntbarsch (Amatitlania nigrofasciata), Archocentrus centrarchus, der Regenbogencichlide (Herotilapia multispinosus), Cribroheros longimanus und C. rostratum, Cryptoheros spilurus, der Nicaragua-Buntbarsch (Hypsophrys nicaraguensis), Neetroplus nematopus, Parachromis dovii, P. loisellei, P. managuense und Vieja maculicauda sowie als große Raubfische der Bullenhai und der Atlantische Tarpun.

## Mythologie
Der Sage nach entstanden die Inseln Ometepe und Zapatera sowie der Nicaraguasee aus einer tragischen Liebesgeschichte: so verliebte sich der angesehene Nagrando in die wunderschöne Häuptlingstochter eines Nachbarstammes mit dem Namen Ometeptl. Beide Indianerstämme waren jedoch über Gebietsansprüche und Machtfragen zerstritten. Nach dem Gesetz der Vorfahren war eine Liebe zwischen verfeindeten Stämmen verboten. Das Paar musste daher schon bald aus den Heimatdörfern fliehen und versteckte sich in einem Tal. Da ihre Liebe jedoch nicht verheimlicht blieb, wurden sie von ihren Stammesangehörigen verfolgt. Schließlich entschlossen sich beide aus Verzweiflung zum Selbstmord und öffneten sich die Pulsadern. Ometeptl stürzte nach hinten, Nagrando taumelte noch ein paar Schritte und stürzte ebenfalls nieder. Das Blut beider füllte das Tal aus und bedeckte ihre Körper – der heutige Nicaraguasee. Von Ometeptls Körper ragen nur ihre Brüste über den Wasserspiegel, die heutigen Vulkane Concepción und Maderas. Vom Körper Nagrandos sieht man nur noch, etwas entfernt, die Spitzen der Insel Zapatera.

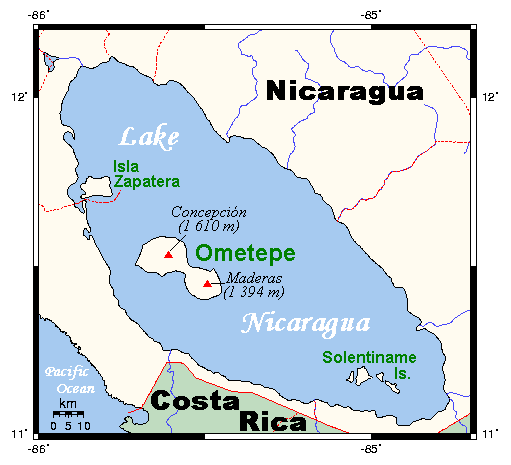
Der Nicaraguasee